# 제20회 가치봄영화제
제20회 가치봄영화제는 2019년 11월 8일에 열린 시상식이다.

## 수상 및 후보

### 대상
- 나는보리 - 김진유 수상

### 우수상
- 기억의 전쟁 - 이길보라 수상

### 인권상
- 애린 - 조승연 수상

### 신인감독상
- 무중력 - 여장천 수상

### 관객심사단상
- 5교시 참관수업 - 윤승건 수상
- 블라인드 파티 - 이재현 수상

### PDFF 경선
- 기억의 전쟁 - 이길보라
- 나는보리 - 김진유
- 다운 - 이우수
- 뜬그름 - 정지수
- 미스홍 - 전종기
- 무중력 - 여장천
- 배심원들 - 홍용호
- 별들은 속삭인다 - 여선화
- 병훈의 하루 - 이희준
- 연기를 멈춰라! - 김수현
- 애린 - 조승연
- 5교시 참관수업 - 윤승건

### 장애인미디어운동
- 부엔 까미노 - 이종은
- 불편한 진실 - 저상버스 - 정승천
- 블라인드 파티 - 이재현
- 손과 날개 - 변성빈
- 우리도 근로자입니다 - 이준원
- 철규 - 부성필

### 한국영화초청
- 모두의 영화 - 최은 외 2명
- 청이 - 김소연
- 나는 네가 될 수 없다 - 최원근
- 나의 특별한 형제 - 육상효

### 해외영화초청
- 스탠드 업 - 도미니크 피슈바흐
- 셰익스피어 인 도쿄 - 제네비에브 클레이

### 사전제작 지원
- 민혁이 동생 승혁이 - 김덕근

### 특별전
- 7번방의 선물 - 이환경
- 국제시장 - 윤제균
- 노무현입니다 - 이창재